# Izabella Krystall

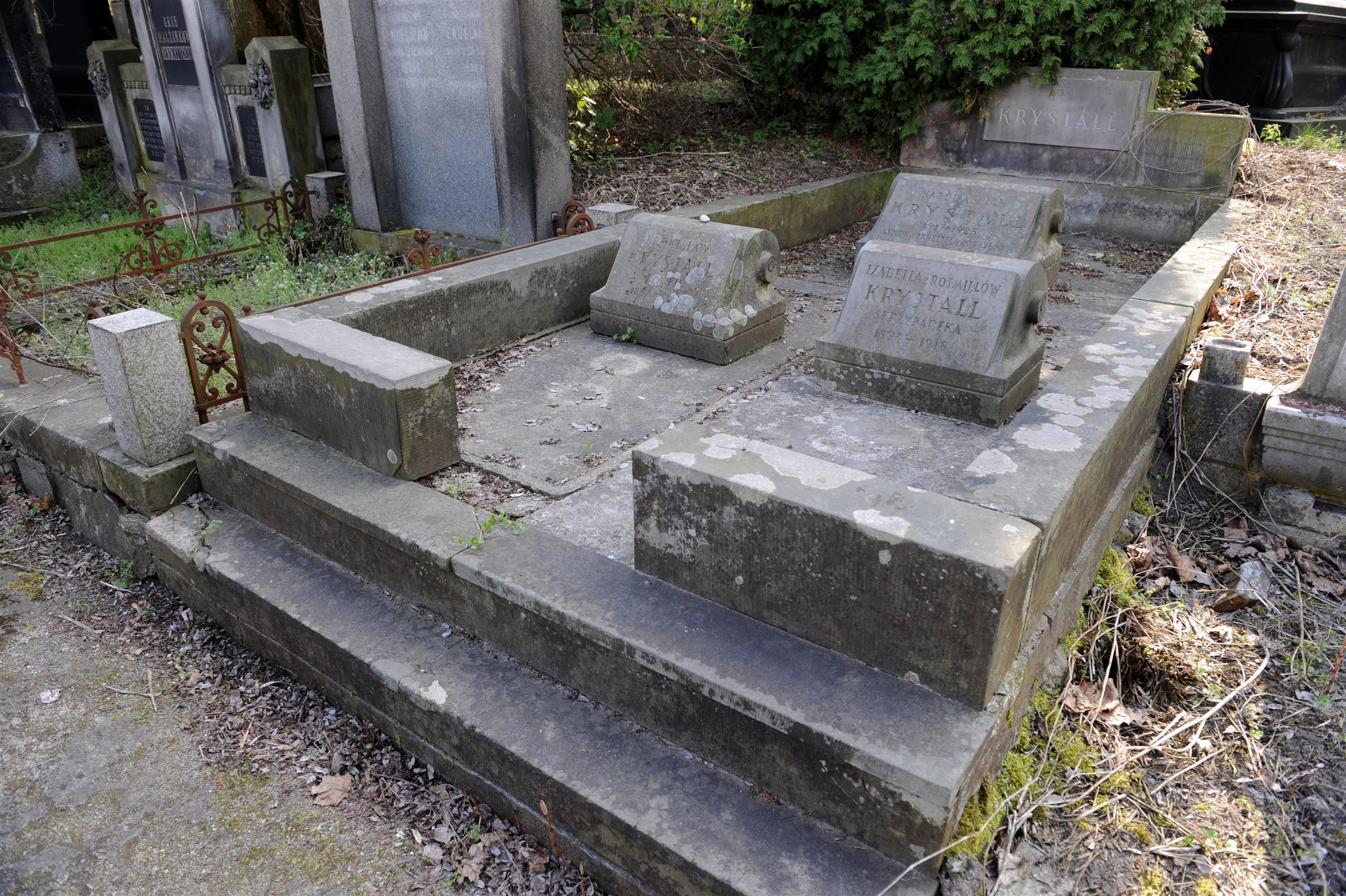
Grobowiec rodzinny Krystallów na cmentarzu żydowskim przy ulicy Okopowej w Warszawie

Izabella Krystall, z domu Rotmill (ur. 1893, zm. 16 listopada 1918 w Warszawie) – polska skrzypaczka żydowskiego pochodzenia, żona mecenasa i kolekcjonera sztuki Bronisława Krystalla.

## Życiorys
Była uczennicą Stanisława Barcewicza, Otokara Ševčika oraz Leopolda Auera. W 1912 wyszła za mąż za Bronisława Krystalla, w 1917 urodziła syna Karola Adriana (zm. w 1925 w Zakopanem). Zmarła niespodziewanie na skutek zakażenia po skaleczeniu wargi o wyszczerbiony kieliszek. Pochowana jest obok męża i syna na cmentarzu żydowskim przy ulicy Okopowej w Warszawie (kwatera 10, rząd 2). Krystall zamówił u Karola Szymanowskiego utwór na cześć zmarłej żony. Szymanowski napisał „Stabat Mater” z dedykacją „Pamięci Izabelli Krystallowej”.